# Локня (приток Прони)
Локня — река в Рязанской области России.

## География
Протекает в северо-восточном направлении по территории Михайловского района. Берёт начало примерно в 4 км к западу от села Голдино, у деревни Локня впадает в реку Проню в 187 км от её устья по правому берегу.
Длина реки — 24 км, площадь водосборного бассейна — 131 км². Притоки: Козловка, Юрьевка.

## Данные водного реестра
По данным государственного водного реестра России и геоинформационной системы водохозяйственного районирования территории РФ, подготовленной Федеральным агентством водных ресурсов:
- Бассейновый округ — Окский
- Речной бассейн — Ока
- Речной подбассейн — бассейны притоков Оки до впадения реки Мокши
- Водохозяйственный участок — Проня от истока до устья